# 航空徑 (渥太華)

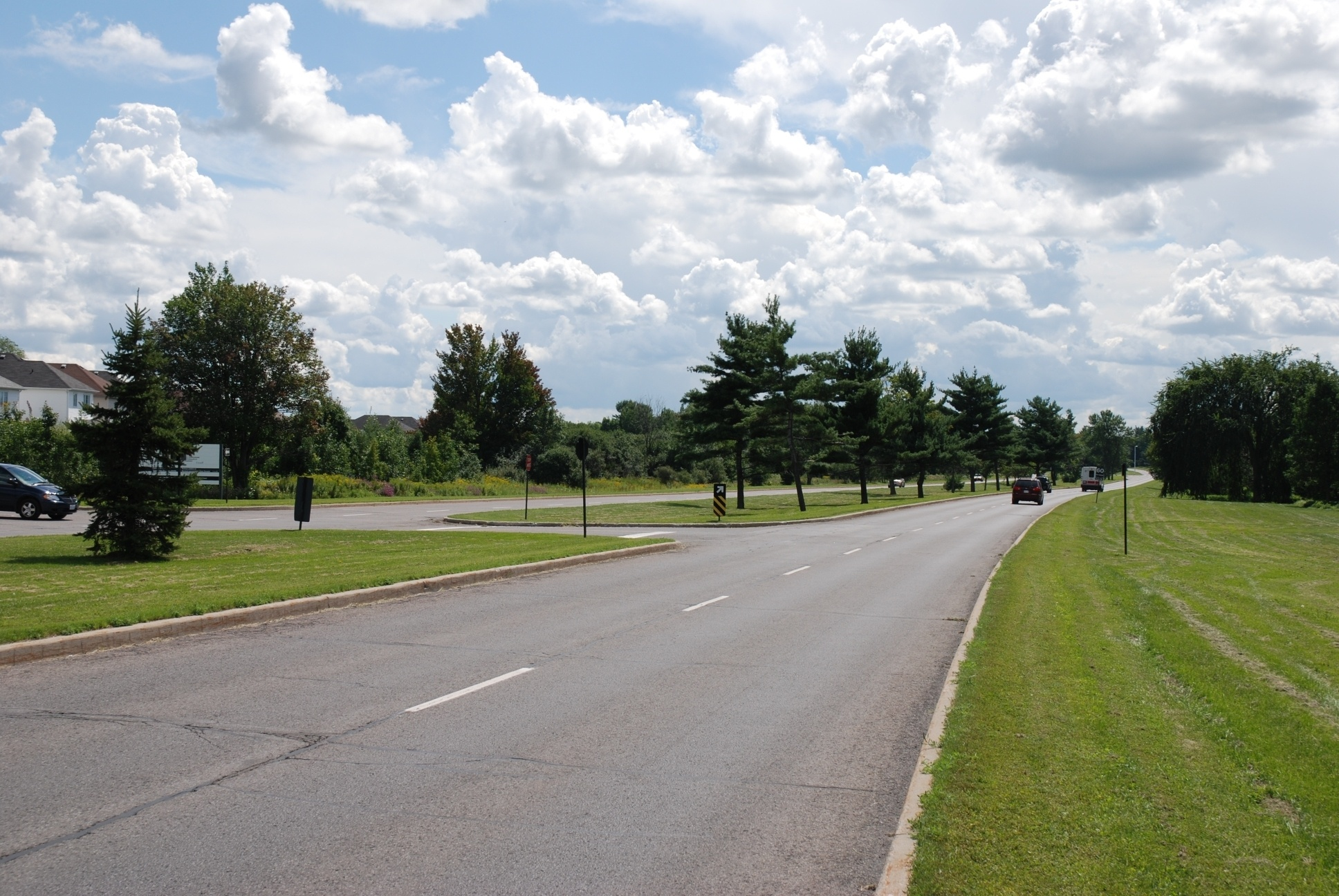
夾滿地可道處南望航空徑

航空徑（英語：Aviation Parkway）是加拿大安大略省渥太華的一條林蔭公路。
道路南始417號省道，經過堅士刁公園（Ken Steele Park）及城市書院旁。繼續向北延伸，經過加拿大接揭及房屋公司全國總部旁邊，穿過滿地可道，經過蒙福醫院旁邊，北迄加拿大航空航天博物館。

道路兩側主要都是樹林及田野，屬國家首都委員會財產。作為聯邦道路，航空徑由皇家加拿大騎警負責巡邏，而非當地警察隊。